# Камикадзе (роман)
«Камикадзе» — политико-авантюрный роман Ильи Стогова, второе (после «Отвёртки») его художественное произведение и первое под собственным именем. Опубликован в 1999 году.

## Сюжет
Молодой петербургский писатель Даниил Сорокин — автор готовящейся к изданию книги-исследовании о левом терроризме на Западе. Как «владеющего темой» и подходящего по возрасту, Даниила против его желания вербует ФСБ и внедряет в террористическую группу левых анархистов «Прямое действие». Вербовщиком и связным между Даниилом и службами становится сотрудник ФСБ по кличке Майор.
Даниил погружается в практику российской версии того, что ранее знал лишь в западном варианте и лишь по книгам и документам. Экспроприации  (вооружённые нападения на пункты обмена валюты), вечеринки, первая кровь и первая глубокая любовь. Постепенно Даниил сам теряет уверенность, действует ли он вынужденно в рамках своей оперативной легенды или же в согласии с собственными идеями и желаниями.
Кульминацией действий группы должен стать захват японского премьер-министра в момент посещения им смотровой площадки в куполе Исаакиевского собора. Акт предотвращается, вся группа уничтожена, кроме самого Даниила и лидера группы по кличке Густав. Оказывается, что Густав сам является агентом ФСБ, а создание группы — план спецслужб для показа эффективности своей работы и получения нового объёма финансирования.
Даниил получает свободу дальнейшей жизни от Майора, но всё случившееся и открывшееся ему делает его истинным ненавистником существующего государственного строя. На базе ВВС он захватывает фронтовой истребитель и берёт курс на Москву, на Кремль.

## Оценки произведения
Роман получил разгромную критическую статью в «Знамени»: за бульварность и примитивизм сюжета и изложения. Автор статьи усомнился в существования самого автора, предположив, что «Илья Стогов» — коллектив авторов, на чей-то заказ написавших книгу по набирающей популярность теме. Позднее в том же журнале вышла статья-опровержение об авторстве именно Стогова.
Левый писатель и социолог Александр Тарасов также без восторга отнёсся к раскрытию близкой ему темы, сказав про Стогова, что тот «решивший „раскрутиться“ на ррреволюционной тематике».
Сам Илья Стогов в предисловии к позднейшим переизданиям не переоценивает художественные достоинства своего второго по счёту произведения, но указывает на искренность заложенной в текст энергетики юности:

Читать собственные юношеские романы – всё равно что пытаться выдавить прыщик на собственной школьной фотографии. Ты вырос. Прыщик остался. Поздняк метаться.
Роман «Камикадзе» — это именно ЮНОШЕСКИЙ роман. Если быть точным: вторая по счёту книга, которую я умудрился дописать до конца.
<…>
В Петербурге «Камикадзе» продавался очень бойко. Добрался даже до первого места в книжном чарте — правда, не очень престижном.